# Otto Hupp
Otto Hupp   (Düsseldorf, 21 de maig de 1859 - Oberschleißheim, 31 de gener de 1949) nascut Hermann Joseph Otto Hubert August Constantin Hupp va ser un artista gràfic alemany. La seva principal àrea de treball era l'heràldica, però també va treballar com a dissenyador de tipus de lletra, creant símbols comercials i obres metàl·liques.

## Vida i carrera

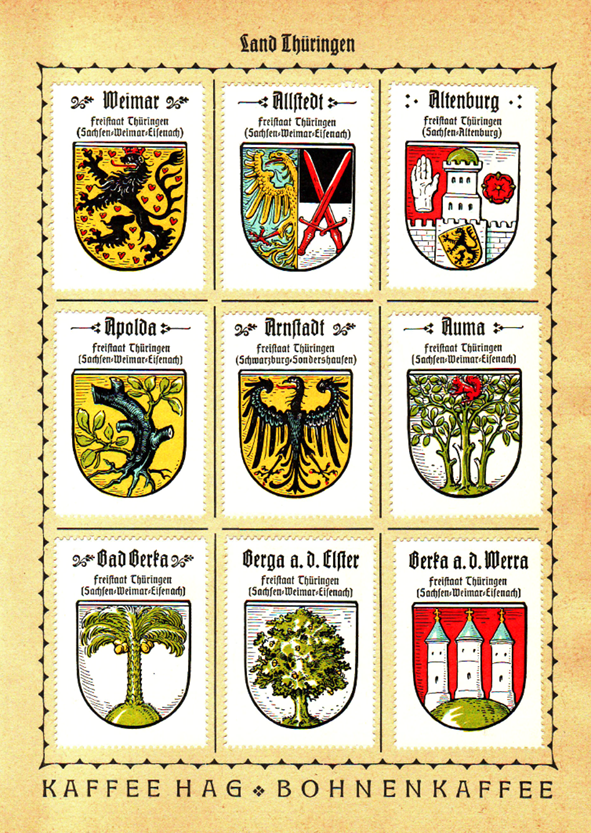
Exemples de l'obra de Hupp

Hupp va néixer a Düsseldorf, el quart dels cinc fills del gravador Carl Heinrich Hupp. El seu pare li va fer aprendre el gravat com a professió i, poc després d'acabar els seus estudis, es va traslladar a Múnic el 1878. Des de 1891 fins a la seva mort, Hupp va viure al suburbi d'Oberschleißheim. Del pintor Rudolf Seitz va aprendre molts estils de pintura, i quan va conèixer l'arquitecte Gabriel von Seidl va rebre diversos contractes per pintar frescos de parets i sostres.
El principal camp de treball de Hupp era l'heràldica, pintant més de 6.000 escuts i escrivint llibres sobre heràldica. La seva sèrie de llibres Wappen und Siegel der deutschen Städte, Flecken und Dörfer (Escuts i segells de ciutats, llocs i pobles alemanys va començar el 1895, però dels deu volums inicialment previstos només se'n van acabar cinc. 3.300 de les seves pintures d'escuts d'armes es van publicar com a col·lecció de l'empresa de cafè Kaffee HAG entre els anys 1913–18 i 1926–38. Aquesta publicació va contribuir a donar a conèixer millor l'heràldica al gran públic. Una altra publicació heràldica important de Hupp va ser el Münchener Kalender (calendari de Múnic), del qual es van publicar 51 números entre 1885 i 1936 (es va ometre el número de 1933). A més de pintar escuts existents, també va crear molts dissenys per als municipis que sol·licitaven noves armes. Possiblement, el seu escut més important va ser la versió de 1923 per a l'estat de Baviera, que, tanmateix, va ser substituïda per una nova versió després de la Segona Guerra Mundial.

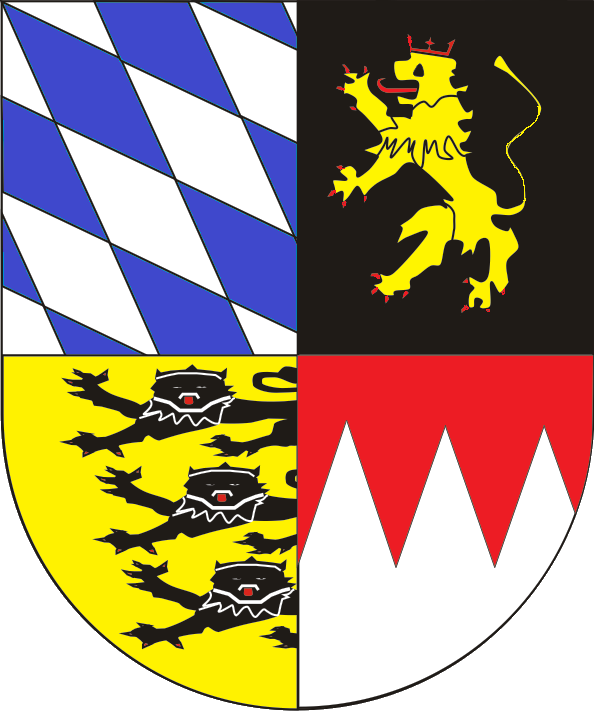
Escut de Baviera (1923-1950)

Els primers treballs tipogràfics de Hupp es van fer l'any 1883. La seva primera tipografia, Neudeutsch, va ser publicada el 1899 per Genzsch & Heyse. Més tard va crear diversos tipus de lletra, com Hupp-Gotisch, Hupp-Fraktur i Hupp-Antiqua. No obstant això, com que els seus tipus de lletra no estaven dissenyats per a usos estàndard, no es van estendre gaire, i avui en dia s'obliden majoritàriament. Cap d'ells no es va convertir maig per utilitzar-lo en fotocomposició, tot i que alguns s'han posat a disposició com a fonts digitals.
Altres obres significatives de Hupp inclouen obres metàl·liques per a Catedral d'Espira el 1904 (que també li van guanyar el títol de professor el 1906), la portada d'un rellotge astronòmic donat a la ciutat de Múnic, gerres de cervesa i el logotip de l'empresa de la Fàbrica de cervesa Spaten.
Tot i que Hupp era, sens dubte, un artista, ell mateix no pretenia ser-ho, preferint dir que simplement utilitzava la tècnica d'un artista, però no tenia la creativitat d'un.

## Missal de Constança
Com a material de referència per al seu treball com a dissenyador de tipus, Hupp va col·leccionar els primers llibres i incunables (llibres impresos abans de 1501). Al voltant de 1880 va comprar una còpia d'un incunable que va arribar a ser conegut com el Missal de Constança o Missale Speciale (es coneixen cinc còpies completes o parcials). Cap al 1895 va fer un estudi del volum i va concloure que tenia qualitats en tipografia i producció que suggerien que era anterior a la Bíblia de Gutenberg. Tot i que va vendre la seva còpia, després de diverses dècades l'argument es va consolidar i el 1940 es va reconèixer que el Missal era anterior a la famosa obra de Gutenberg. El 1954, es va vendre una còpia a la Morgan Library per 100.000 dòlars EUA. No obstant això, a principis dels anys 60, una investigació addicional realitzada per Allan H. Stevenson mitjançant l'anàlisi de filigranes va demostrar que en realitat es va imprimir 20 anys més tard que el treball de Gutenberg (a la tardor de 1473).